# Морено, Зерка Теман
Зерка Теман Морено (англ. Zerka Toeman Moreno; 13 июня 1917, Амстердам, Нидерланды — 19 сентября 2016, Роквилл (Мэриленд), штат Мэриленд, США) — американский психотерапевт и соучредитель психодрамы. Она была ближайшим коллегой и женой Якоба Леви Морено.

## Биография и творчество
Родилась в Амстердаме 13 июня 1917 года. Она написала об этом в своих мемуарах: «Я родилась нежеланной, слишком рано и слишком быстро». В 1932 году она переехала в Лондон. В 1941 году она привезла для лечения свою старшую сестру, страдавшую психическим расстройством, из Бельгии в Нью-Йорк. Её лечащим врачом стал Якоб Морено.
До этого Зерка осваивала профессию модельера и была очень талантливой ученицей. Познакомившись с Морено, она заинтересовалась психологией и психиатрией. Вскоре она стала сотрудницей Морено, который предложил ей редактировать английские переводы его книг. Зерка настолько прониклась идеями Морено, что стала переживать их как свои собственные. Это помогло ей впоследствии внести значительный вклад в развитие идей психодрамы, социометрии и групповой психотерапии.
Зерка и Якоб полюбили друг друга. В 1949 году Зерка вышла замуж за Якоба Морено, который к тому времени развелся со своей женой Флоренс. В 1952 году у них родился сын Джонатан. Для Якоба Морено Зерка была не просто жена, она была ближайшей коллегой, интерпретатором его идей, соавтором его теорий, вдохновителем и музой. В интервью Волту Андерсену в 1974 году Морено говорил о ней следующим образом:

«Собирая информацию для короткой биографической заметки, я спросил Морено, какое событие он бы выделил как самое главное в его творческой жизни. Он ответил, что это сотрудничество с Зеркой Тэман, начавшей работать с ним в 1941 году и в 1949-м ставшей его женой. Я спросил его также, что бы он хотел изменить в своем прошлом. Единственный ответ, который пришел ему в голову, был такой: он хотел бы встретить Зерку на пятнадцать лет раньше».

Якоб Морено часто называл Зерку своей «правой рукой», настолько большой была её помощь и поддержка доктора Морено в его работе. В 1958 году у Зерки была обнаружена злокачественная опухоль плеча, из-за чего пришлось ампутировать правую руку. В семье тяжело переживали это событие, но Зерка быстро справилась с травмой и смогла работать, как и прежде. Впоследствии, во время сеансов психодрамы, она вела процесс настолько экспрессивно, что у всех присутствующих создавалось впечатление, что у неё несколько рук.
В 1942 году Зерка и Морено вместе опубликовали маленькую брошюру «Групповой подход в психодраме». После этого Зерка была соавтором всех публикаций Морено, участвовала во всех конференциях, семинарах и других проектах. Она не только была источником его вдохновения, но и его администратором, менеджером, его сотрудником в обучении и в терапии. Зерка Морено совместно с Якобом Морено является соучредителем Социометрического Института на Парк Авеню в Нью-Йорке и Психодраматического Института в Нью-Йорке (1942). В 1947 они начали выпускать журнал «Групповая психотерапия» (первоначально названный «Социатрией»). Она была одним из соучредителей Международной ассоциации групповой психотерапии (1973).
К концу шестидесятых — началу семидесятых годов она фактически возглавила работу по обучению психодраме, начатую её мужем Якобом Морено. Она стала видной фигурой в мире групповой психотерапии и психодрамы. Учебный центр в Биконе продолжал развиваться под управлением Зерки и после смерти Морено в 1974 году, вплоть до 1982 года, когда он вместе с земельным участком был продан. После смерти Морено его вдова в течение нескольких десятилетий оставалась мировым лидером психодрамы, социометрии и групповой психотерапии, развивая этот метод во многих странах Европы и Азии. Специально для этих целей ею был создан «Фонд обучения и тренинга».
Зерка Морено не только помогала Якобу Морено создавать свои труды, но и сама написала много работ. Наиболее значительные из них — книги «Психодрама, сверхреальность и искусство исцеления» (2000), «Сущностная Зерка: Сочинения Зерки Теман Морено по психодраме, социометрии и групповой психотерапии» (2006), «Мечтать снова: Мемуары Зерки Морено» (2012).

## Основные труды
- Psychodrame d’enfants: précédé de Règles et techniques du psychodrame. — Zerka Toeman Moreno; trad. Anne Ancelin Schützenberger, Leslie Lavigne Rothschild. — Épi, 1973. — 140 p. ISSN 0395-918X
- Psychodrama, Surplus Reality and the Art of Healing (2000). — By Zerka T. Moreno, Leif Dag Blomkvist, Thomas Rützel. — Routledge, London, New York. — 128 p. ISBN 978-0-415-22320-1
- The Quintessential Zerka: Writings by Zerka T. Moreno on Psychodrama, Sociometry and Group Psychotherapy (2006). — Co-edited by Edward J. Schreiber, Toni Horvatin. — Routledge. — 352 p. ISBN 978-1583917282
- To Dream Again: A Memoir (2012). — By Zerka T. Moreno (Author), Edward Schreiber (Editor), Robert Landy (Foreword). — Mental Health Resources, 528 p. ISBN 9780979434174
- Love Songs to Life By, Zerka. (1971). Zerka Toeman Moreno. — Beacon, N.Y. : Beacon House. — Series: Psychodrama and group psychotherapy monographs, No. 47. — 115 p.